# آذرشهرچای

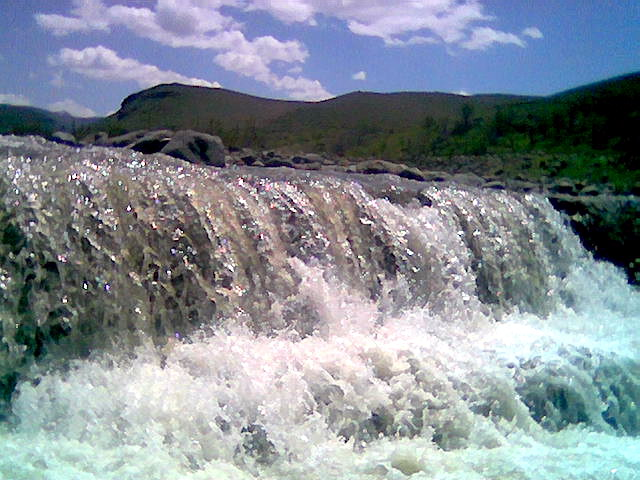
رودخانهٔ آذرشهر.

رودخانهٔ آذرشهر اصلی‌ترین رودخانهٔ شهرستان آذرشهر در استان آذربایجان شرقی است که به دریاچه ارومیه می‌ریزد. از نام‌های دیگر این رودخانه می‌توان به «توفارقان چای» و «سیل‌چای» اشاره کرد. این رودخانه پس از بهم پیوستن دو رود گنبر چایی و آلاکوزه چایی در نزدیکی روستای گواهیر بدین نام نامیده می‌شود.

## حادثه سیل ۱۳۹۶
در جریان سیل ۱۳۹۶ آذربایجان چندین خودرو یه همراه مسافرانشان که در حال عبور از نزدیکی این رود بودند در دام موج بزرگی از سیل افتادند و ۱۷ تن از مسافران  این خودروها در این حادثه کشته شدند.

## نگارخانه

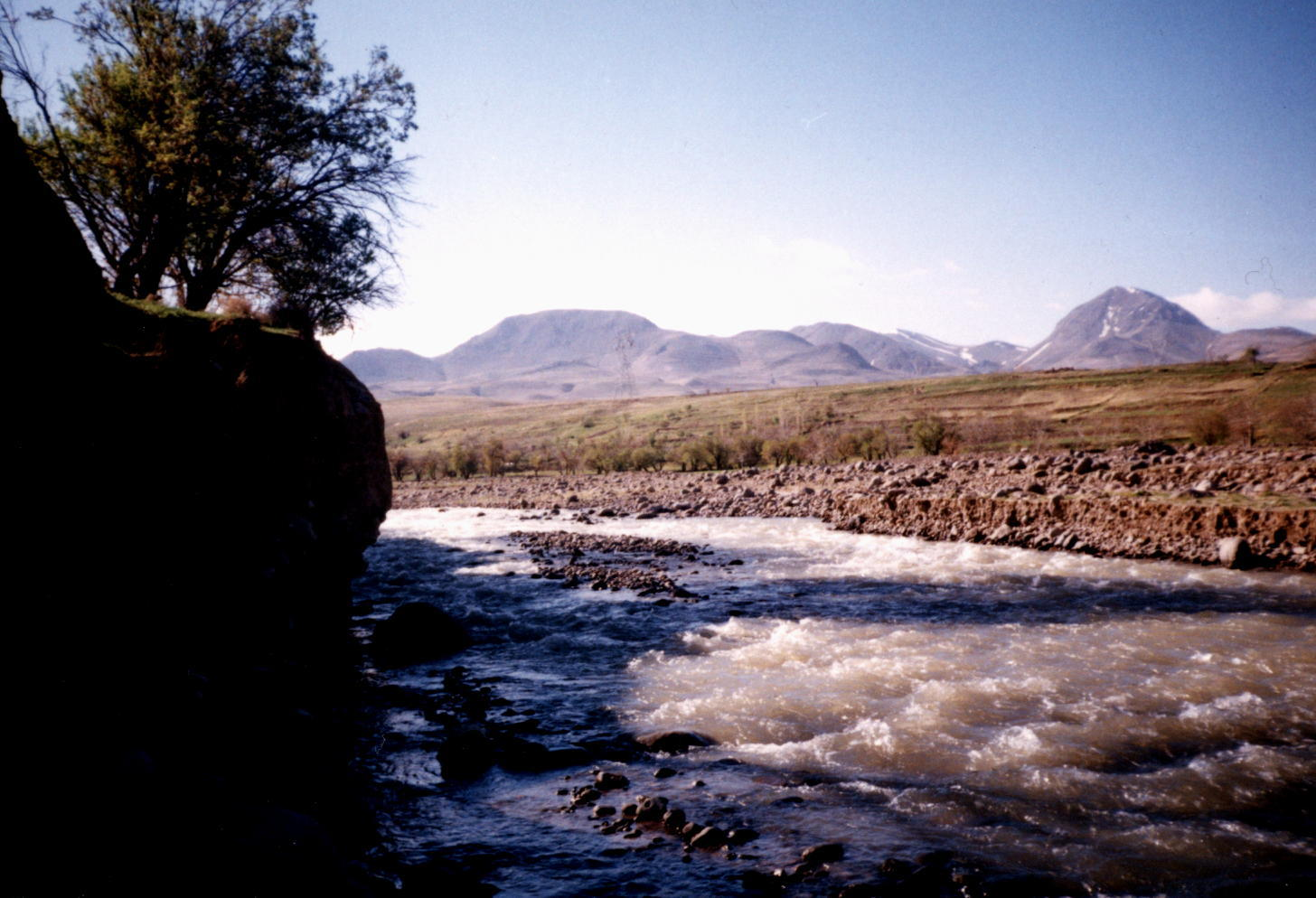
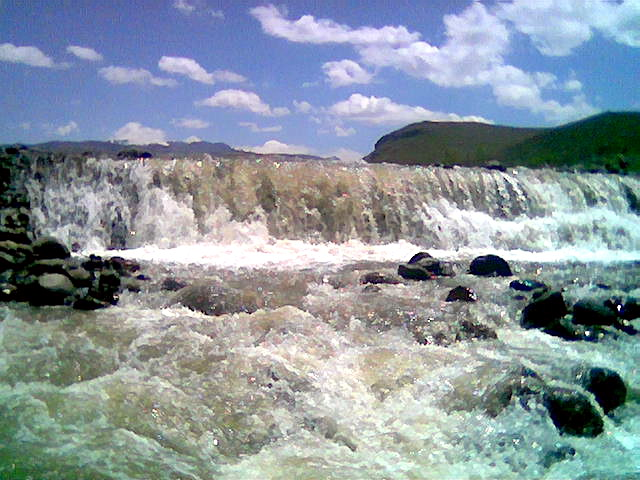
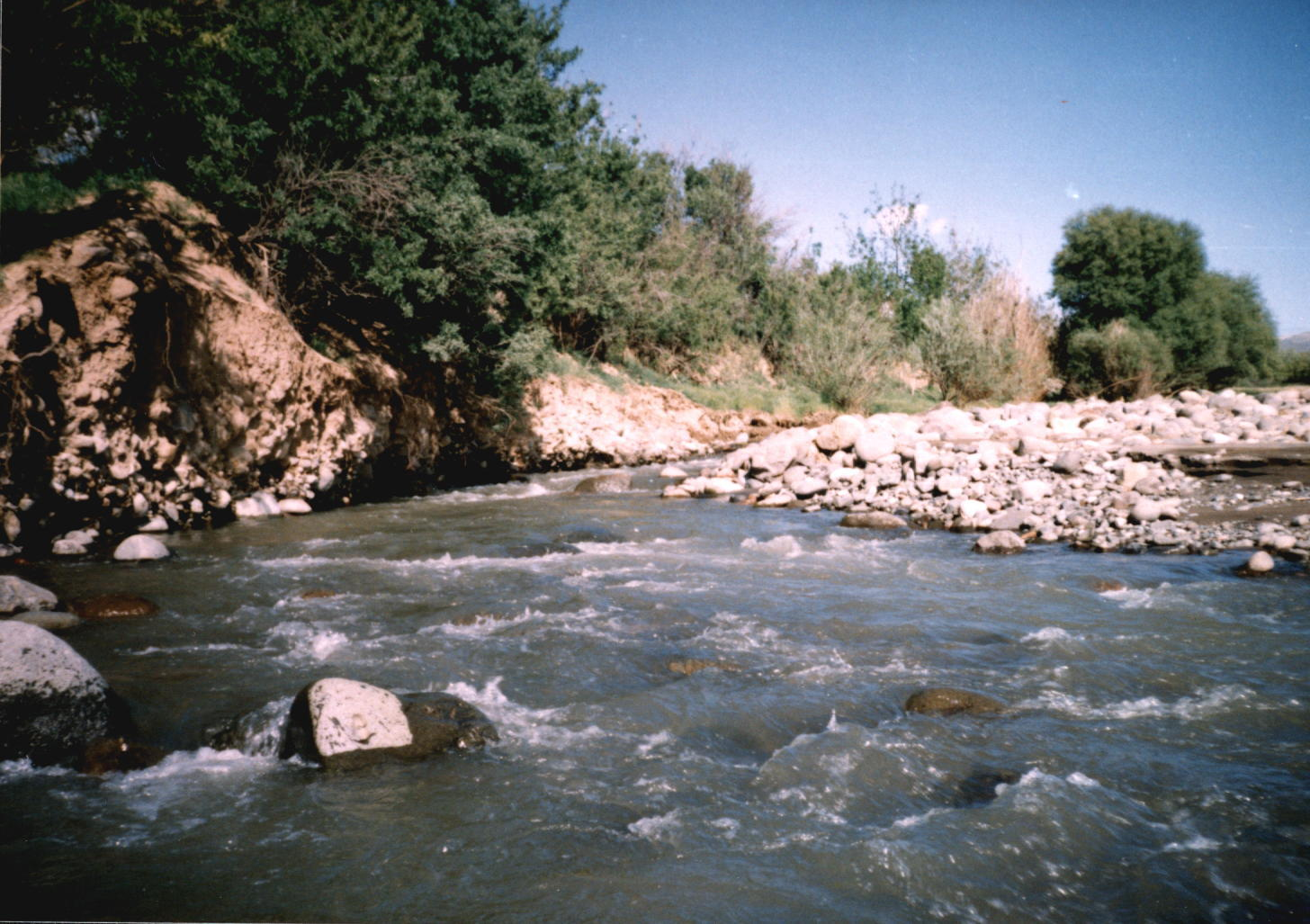